# Morion (geslacht)
Morion is een geslacht van kevers uit de familie van de loopkevers (Carabidae). De wetenschappelijke naam van het geslacht is voor het eerst geldig gepubliceerd in 1810 door Latreille.

## Soorten
Het geslacht Morion omvat de volgende soorten:
- Morion angustus Chaudoir, 1880
- Morion aridus Allen, 1968
- Morion attenuatus Barker, 1922
- Morion australis Castelnau, 1867
- Morion baloghi Horvatovich, 1976
- Morion biroi Horvatovich, 1976
- Morion bithynicus Schauberger, 1925
- Morion boliviensis Allen, 1968
- Morion boninensis Kasahara & Sato, 1990
- Morion brasiliensis Dejean, 1825
- Morion brevior Putzeys, 1873
- Morion caledoniae Fauvel, 1903
- Morion congoensis Straneo, 1959
- Morion constrictus Chaudoir, 1880
- Morion cordatus Chaudoir, 1837
- Morion costiger Darlington, 1934
- Morion crassipes Sloane, 1904
- Morion cucujoides Walker, 1858
- Morion cyclomus Chaudoir, 1854
- Morion dalbertisi Chaudoir, 1880
- Morion doriae Putzeys, 1873
- Morion germanus Chaudoir, 1880
- Morion guineensis Imhoff, 1843
- Morion humeratus Chaudoir, 1880
- Morion japonicus Bates, 1883
- Morion jordani Csiki, 1929
- Morion lafertei Guerin-Meneville, 1844
- Morion longicollis W.J.MacLeay, 1871
- Morion longipennis Putzeys, 1875
- Morion luzonicus Chaudoir, 1852
- Morion monilicornis (Latreille, 1806)
- Morion novaehollandiae Castelnau, 1867
- Morion olympicus L.Redtenbacher, 1843
- Morion orientalis Dejean, 1825
- Morion pachysomus Chaudoir, 1880
- Morion parallelus Klug, 1832
- Morion piceus Castelnau, 1867
- Morion polynesiae Fairmaire, 1878
- Morion simplex Dejean, 1826
- Morion simulatus Jordan, 1894
- Morion victoriae Castelnau, 1867